# Jack Broderick
Pour les articles homonymes, voir Broderick.
John Charles Broderick, dit Jack Broderick, né le 5 juin 1877 à Cornwall et mort le 12 juillet 1957, est un joueur canadien de crosse.

## Biographie
Jack Broderick, joueur du Cornwall Lacrosse Club de Montréal, fait partie de l'équipe nationale canadienne sacrée championne olympique de crosse aux Jeux olympiques d'été de 1908 à Londres.